# Sometimes I Might Be Introvert
Sometimes I Might Be Introvert es el cuarto álbum de estudio de la rapera inglesa Little Simz. Fue publicado el 3 de septiembre de 2021, bajo los sellos Age 101 Music y AWAL. El álbum sucede a su trabajo nominado al Mercury Prize, Grey Area (2019). Está respaldado por cinco sencillos: "Introvert", "Woman", "Rollin Stone", "I Love You, I Hate You", y "Point and Kill".
El álbum fue aclamado por la crítica y fue nombrado el mejor álbum del 2021 por Exclaim! y BBC Radio 6 Music. El 18 de octubre de 2022 ganó el Mercury Prize.  También fue nominado al premio Premio Ivor Novello como mejor álbum en mayo de 2022. Además, ganó el Premio Libera al Mejor Disco de Hip-Hop/Rap y fue nominado al Brit Award al Álbum Británico del Año. Sometimes I Might Be Introvert ha sido considerado desde entonces como uno de los mejores álbumes de hip-hop del siglo XXI, y fue incluido en el ranking de Rolling Stone de los 200 Mejores Álbumes de Hip-Hop de Todos los Tiempos.

## Título y concepto
El título del álbum es un retroacrónimo de Simbi, que forma parte del nombre completo de Simz, Simbiatu. Al hablar sobre el título del álbum con The Guardian, Little Simz comentó:
«Soy muy reservada y no sabía realmente cómo manejar eso, especialmente al entrar en esta industria donde se espera que tengas una personalidad extrovertida todo el tiempo. Quería simplemente hacerle saber a la gente, como: “oye, en realidad yo soy así” […] Cuando se trata de negocios y de mi trabajo, no soy tímida en absoluto, no me contengo con eso. Soy muy seria y directa, pero en otras cosas, a veces no tanto».
En cuanto a su temática, Sometimes I Might Be Introvert trata sobre Simz «siendo una persona introvertida que tiene todos estos pensamientos, ideas y teorías locas en su cabeza y que no siempre siente que pueda expresarlos, a menos que sea a través de su arte»."

## Rendimiento en listas
El álbum debutó en el puesto número cuatro del UK Albums Chart, convirtiéndose en el álbum con la posición más alta de Little Simz hasta la fecha y su primera entrada en el top 40. Además, fue el álbum más vendido en las tiendas de discos independientes durante la semana de su lanzamiento.

## Recepción crítica
El álbum recibió una gran aclamación por parte de los críticos. En Metacritic, que normalmente asigna una calificación sobre 100, recibió una puntuación promedio de 88, basada en 24 reseñas, lo que indica "aclamación universal". 
En la reseña para AllMusic, Timothy Monger comparó favorablemente el álbum con su predecesor: «Al igual que en Grey Area, no hay momentos flojos ni caídas en la calidad, solo una clase magistral de composición moderna con gran elegancia y un corazón palpitante y lleno de alma». Lee Wakefield, de Clash, escribió que Sometimes I Might Be Introvert resulta en «una escucha adictiva», y añadió que «los matices cinematográficos se intensifican y Simz se muestra más confesional que nunca, reflexionando sobre qué la define tanto como Little Simz, la artista, como Simbi, la persona». Uncut concluyó que se trata de «un álbum conceptual aún más ambicioso en el que comparte sus inseguridades, elogia a sus héroes y emprende un viaje de cuento de hadas a lo largo de 19 canciones». En The Independent, Helen Brown lo describió como «el álbum más emocionante del año», elogiando la «orquestación digna de una película de James Bond» en la producción y el lirismo de Little Simz. Rachel Aroesti, escribiendo para The Guardian, concluyó que Sometimes I Might Be Introvert «puede que le proporcione o no un impulso comercial a su creadora, pero este álbum rico y fascinante consolida la importancia de Little Simz de cualquier manera».
Hip Hop Golden Age comparó el álbum con The Miseducation of Lauryn Hill (1998) de Lauryn Hill, afirmando que «refleja la obra maestra de Lauryn Hill (…) en ambición, alcance, musicalidad y atemporalidad».

## Reconocimientos
| Publicación          | Lista                                    | Puesto | Ref.   |
| -------------------- | ---------------------------------------- | ------ | ------ |
| BBC Radio 6 Music    | Mejores álbumes del año 2021             | 1      | [ 27 ] |
| Consequence of Sound | Mejores 50 álbumes del año 2021          | 5      | [ 28 ] |
| Exclaim!             | Mejores 50 álbumes del año 2021          | 1      | [ 29 ] |
| The Guardian         | Mejores 50 álbumes del año 2021          | 3      | [ 30 ] |
| Hip Hop Golden Age   | Mejores álbumes de hip-hop del año 2021  | 1      | [ 26 ] |
| NPR Music            | Mejores 50 álbumes del año 2021          | 2      | [ 31 ] |
| Paste                | Mejores 50 álbumes del año 2021          | 4      | [ 32 ] |
| Pitchfork            | Mejores 50 álbumes del año 2021          | 29     | [ 33 ] |
| Rolling Stone        | Mejores 50 álbumes del año 2021          | 36     | [ 34 ] |
| Rolling Stone        | Mejores 200 álbumes de todos los tiempos | 180    | [ 35 ] |

## Listado de canciones
| N.º | Título                                    | Créditos                                               | Duración |  |
| 1.  | «Introvert»                               | Simbiatu Ajikawo, Dean Josiah Cover                    | 6:02     |  |
| 2.  | «Woman» (con Cleo Sol)                    | Ajikawo, Cleopatra Nikolic, Dean Josiah Cover          | 4:29     |  |
| 3.  | «Two Worlds Apart»                        | Ajikawo, Dean Josiah Cover                             | 2:58     |  |
| 4.  | «I Love You, I Hate You»                  | Ajikawo, Dean Josiah Cover                             | 4:16     |  |
| 5.  | «Little Q, Pt. 1 (Interlude)»             | Ajikawo, Dean Josiah Cover, Kadeem Clarke, Miles James | 1:08     |  |
| 6.  | «Little Q, Pt. 2»                         | Ajikawo, Dean Josiah Cover, Kadeem Clarke, Miles James | 3:46     |  |
| 7.  | «Gems (Interlude)»                        | Ajikawo, Dean Josiah Cover, Kadeem Clarke              | 2:57     |  |
| 8.  | «Speed»                                   | Ajikawo, Dean Josiah Cover                             | 2:41     |  |
| 9.  | «Standing Ovation»                        | Ajikawo, Dean Josiah Cover                             | 4:08     |  |
| 10. | «I See You»                               | Ajikawo, Dean Josiah Cover, Miles James, Nathan Allen  | 3:58     |  |
| 11. | «The Rapper that Came to Tea (Interlude)» | Ajikawo, Dean Josiah Cover, Miles James, Kadeem Clarke | 2:45     |  |
| 12. | «Rollin Stone»                            | Ajikawo, Dean Josiah Cover, James Jacob                | 3:39     |  |
| 13. | «Protect My Energy»                       | Ajikawo, Dean Josiah Cover                             | 3:09     |  |
| 14. | «Never Make Promises (Interlude)»         | Ajikawo, Dean Josiah Cover                             | 1:02     |  |
| 15. | «Point and Kill» (con Obongjayar)         | Ajikawo, Dean Josiah Cover, Steven Umoh                | 3:06     |  |
| 16. | «Fear No Man»                             | Ajikawo, Dean Josiah Cover                             | 4:04     |  |
| 17. | «The Garden (Interlude)»                  | Ajikawo, Dean Josiah Cover, Miles James, Kadeem Clarke | 2:39     |  |
| 18. | «How Did You Get Here»                    | Ajikawo, Dean Josiah Cover                             | 4:57     |  |
| 19. | «Miss Understood»                         | Ajikawo, Dean Josiah Cover                             | 3:28     |  |

## Créditos
- Little Simz – artista principal
- Cleo Sol – artista invitada
- Obongjayar – artista invitado
- Inflo – producción
- Jakwob – producción
- Miles James – producción
- Emma Corrin – voces adicionales
- Rosie Danvers – arreglos orquestales
- Graham Godfrey – percusión
- Caroline Adeyemi – voces
- Paul Boldeau – voces
- Phebe Edwards – voces
- Patrick Linton – voces
- Desrinea Ramus – voces
- Olivia Williams – voces
- Qudus Adidas St. Patrick – voces
- Matt Colton – masterización
- Ben Baptie – ingeniería, mezcla
- Richard Woodcraft – ingeniería, mezcla
- Jeremy Cole – dirección creativa, arte de portada
- Sophie Ellis – ingeniería